# Blauaugen-Tüpfelkuskus
Der Blauaugen-Tüpfelkuskus (Spilocuscus wilsoni) ist ein Beuteltier aus der Familie der Kletterbeutler (Phalangeridae), das auf den in der Cenderawasih-Bucht gelegenen Inseln Biak, Supiori und Numfor nordwestlich von Neuguinea endemisch vorkommt.

## Merkmale
Der Blauaugen-Tüpfelkuskus erreicht eine Kopfrumpflänge von 33,5 bis 48 cm, hat einen 28,5 bis 33 cm langen Greifschwanz und erreicht ein Gewicht von 1,2 bis 2,1 kg. Das Fell ist rein weiß oder weiß mit orange-rötlichen Flecken. Die völlig weißen Tiere scheinen vor allem Männchen zu sein. In der im Nordwesten von Neuguinea vorkommenden Population des Eigentlichen Tüpfelkuskus (Spilocuscus maculatus) sind dagegen die Weibchen eher einfarbig weißlich oder orange und die Männchen mehr weißlich und gefleckt. Als einzige Tüpfelkuskusart hat der Blauaugen-Tüpfelkuskus blaue oder blaugrüne Augen. Alle anderen haben rötlichbraune oder braune Augen. Prämolaren und Molaren des Blauaugen-Tüpfelkuskus sind relativ groß. Die Zahnreihen sind in Relation zur Schädellänge relativ lang. Der Abstand zwischen den Außenrändern der Jochbögen ist besonders groß.

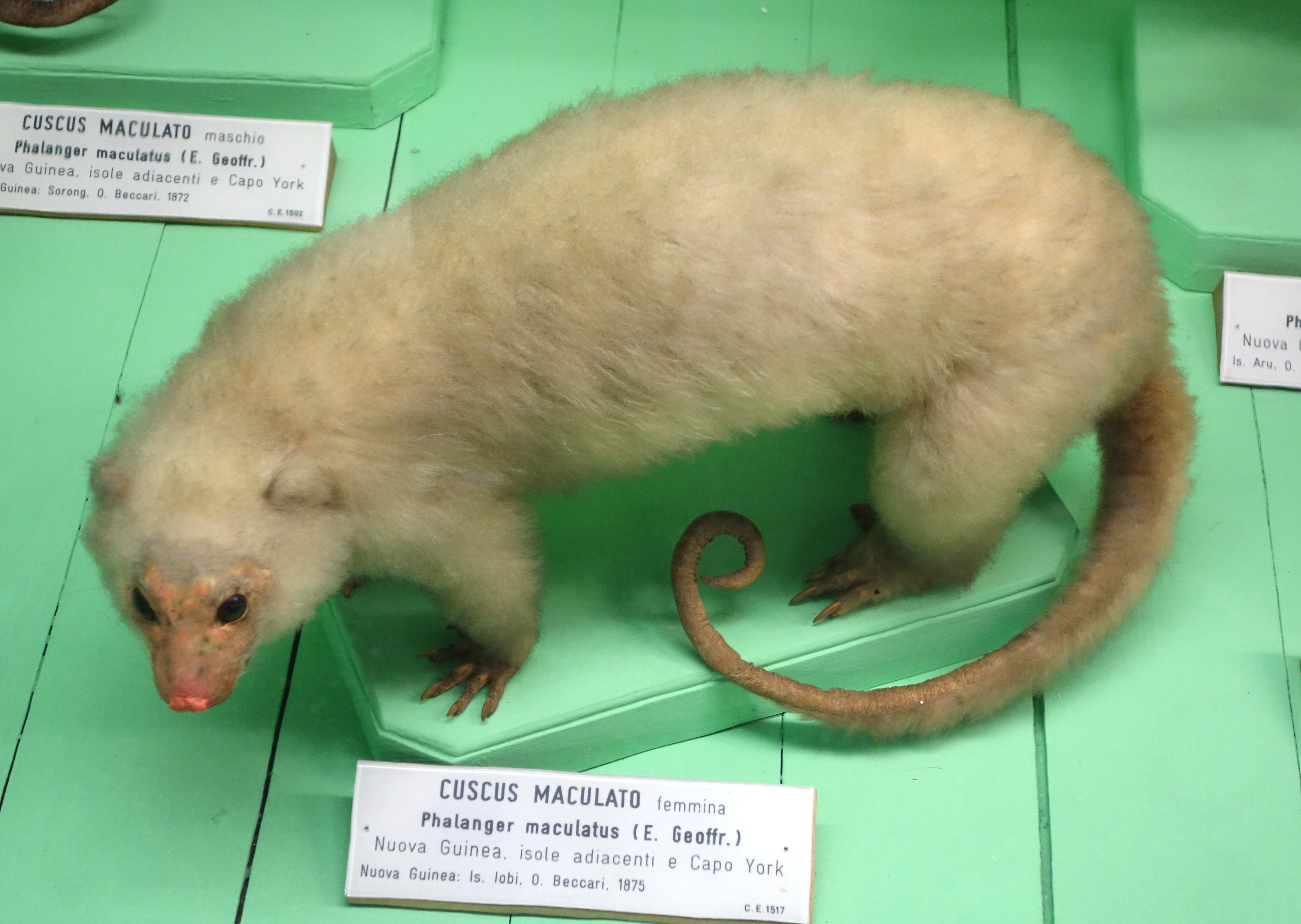
Abgesehen von der unterschiedlichen Augenfarbe ist die weiße Morphe des Blauaugen-Tüpfelkuskus von der weißen Morphe des Eigentlichen Tüpfelkuskus kaum zu unterscheiden. Präparat befindet sich im Naturkundemuseum von Genua

## Lebensraum und Lebensweise
Der Blauaugen-Tüpfelkuskus kommt in primären und sekundären Wäldern vor. Über seine Lebensweise ist bisher kaum etwas bekannt. Er soll sowohl am Tag als auch in der Nacht aktiv sein und ernährt sich vor allem von Früchten (ca. 75 %). Daneben werden Blätter, Blüten und Sprossen verzehrt. Die Weibchen gebären ein einzelnes Jungtier.

## Gefährdung
Die IUCN schätzt den Bestand des Blauaugen-Tüpfelkuskus als vom Aussterben bedroht (Critically Endangered) ein. In den letzten zehn Jahren ist der Bestand um mehr als 80 % zurückgegangen. Grund ist vor allem der Kahlschlag der Wälder auf der Doppelinsel Biak-Supiori.

## Belege
1. 1 2 3 4  Kristofer Helgen & Stephen Jackson: Family Phalangeridae (Cuscuses, Brush-tailed Possums and Scaly-tailed Possum). In: Don E. Wilson, Russell A. Mittermeier: Handbook of the Mammals of the World – Volume 5. Monotremes and Marsupials. Lynx Editions, 2015, ISBN 978-84-96553-99-6, S. 496.